# Ronaldo Miranda

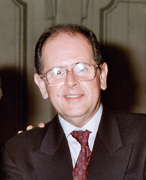
Ronaldo Miranda

Ronaldo Coutinho Miranda (Rio de Janeiro, 26 april 1948) is een hedendaags Braziliaans componist en professor in de muziek (muziekpedagoog).

## Levensloop
Hij studeerde aan de Escola de Música da Universidade Federal do Rio de Janeiro (UFRJ) in het vak compositie bij Henrique Morelenbaum en piano bij Dulce de Saules.
Van 1974 tot 1981 was hij eerst muziek-criticus bij het Jornal do Brasil.
Maar toen hij met zijn composities succes had, omdat hij 1977 een 1e prijs won bij het Concurso Nacional de Composição para a II Bienal de Música Brasileira Contemporânea da Sala Cecília Meireles in de rubriek kamermuziek werd hij freelance componist. In het volgende jaar was hij representant van Brazilië op de Tribune International de componiste de UNESCO in Parijs. In 1981 won hij een gouden medaille van de gouverneur van de staat Rio de Janeiro. In 1983 was hij te gast bij de World Music Days in Aarhus, Denemarken. Ook op de X. Musik-Bienale in Berlijn, Duitsland was hij met zijn werken op het podium, evenals in 1986 in Hongarije op de World Music Days in Boedapest.
In 1992 ging zijn opera Dom Casmurro in het Stedelijk Theater van São Paulo met veel succes in première. Ook de critici in de pers waren heel trots op deze uitvoering. In 2001 werd hij door het Secretariaat van cultuur van de staat São Paulo met de Troféu Carlos Gomes en de titel componist van het jaar onderscheiden.
Verschillende werken van Ronaldo Miranda werden ook in de Queen Elizabeth Hall te Londen, de Tonhalle Zürich, de Wiener zaal van de Universität für Musik und Darstellende Kunst "Mozarteum" Salzburg in Salzburg, het Teatro Colón in Buenos Aires en in de bekende Carnegie Hall in New York uitgevoerd. Van bekende instituties, organisaties en orkesten kreeg hij compositie-opdrachten.
Hij is professor aan de Escola de Música da Universidade Federal do Rio de Janeiro (UFRJ) en eveneens directeur van de Sala Cecília Meireles, een groot concerthal in Rio de Janeiro.

## Composities

### Werken voor orkest
- 1981 Variações Sinfônicas
- 1983 Concerto para Piano e Orquestra
- 1983 Suíte Nordestina, voor gemengd koor en orkest
  1. Morena bonita
  2. Dendê trapiá
  3. Bumba chora
  4. Eu vou, eu vou
- 1986 Concertino para Piano e Orquestra de Cordas
- 1992 Horizontes
- 1994 Cantoria voor cello en strijkorkest
- 1997 Suíte Festiva
- 1999 Sinfonia 2000
- 2001 O Universo da Orquestra
- 2002 Abá-Ubu voor hobo en orkest
- 2003 Concerto para quatro violões e orquestra

### Werken voor harmonieorkest
- 1990 Suíte Tropical para banda sinfônica
  1. Aurora
  2. Romaria
  3. Crepúsculo
  4. Cantoria
- 2006 A Tempestade, voor 15 vocalisten en harmonieorkest[1]

### Missen, cantates en geestelijke muziek
- 1981 Terras de Manirema cantate voor spreker, gemengd koor, strijkorkest, twee fluiten, piano en percussie
- 1987 Coração Concreto cantate voor sopraan, twee baritons, kinderkoor, blazerskwintet, strijkorkest en percussie
- 2007 Missa Brevis - o sagrado e o profano em celebração da Capela Real, voor mezzosopraan, gemengd koor en orkest

### Muziektheater

#### Opera's
| Voltooid in | titel        | aktes   | première                                                    | libretto                                                               |
| ----------- | ------------ | ------- | ----------------------------------------------------------- | ---------------------------------------------------------------------- |
| 1992        | Dom Casmurro | 3 aktes | 1992, São Paulo, Teatro Municipal de São Paulo              | Orlando Codá gebaseerd op een roman van Joaquim Maria Machado de Assis |
| 2006        | A Tempestade | 2 aktes | 22 september 2006, São Paulo, Teatro Municipal de São Paulo | van de componist, naar William Shakespeare                             |

### Werken voor koor
- 1969/1987 Cantares voor gemengd koor - tekst: Walter Mariani
- 1978 Belo Belo voor gemengd koor - tekst: Manuel Bandeira
- 1978 Noite voor gemengd koor - tekst: Cecília Meireles
- 1979 Borba Gato voor kinderkoor - tekst: Luiz Carlos Saroldi
- 1980 Canto de Natal voor kinderkoor - tekst: Manuel Bandeira
- 1983 Suíte Nordestina voor gemengd koor[3]
  1. Morena bonita
  2. Dendê trapiá
  3. Bumba chora
  4. Eu vou, eu vou
- 1985 Aleluia voor gemengd koor
- 1986 Liberdade voor gemengd koor - tekst: Fernando Pessoa
- 1994 Ave Maria voor gemengd koor
- 1994 Regina Coeli voor gemengd koor
- 1997 Três Cânticos Breves voor gemengd koor - tekst: Fernando Pessoa
- 1997 Violeiro do Sertão (Revisitando Oscar Lorenzo Fernandez) voor gemengd koor - tekst: Castro Alves

### Vocaalmuziek met instrumenten
- 1969 Soneto da Separação voor zang en piano - tekst: Vinicius de Moraes
- 1969 Retrato voor zang en piano - tekst: Cecília Meireles
- 1973 Segredo voor zang en piano - tekst: Carlos Drummond de Andrade
- 1980/1984 Três Canções Simples voor zang en piano - tekst: Orlando Codá
- 2003 Desenho Leve voor zang en piano[4] - tekst: Cecília Meireles

### Werken voor kamermuziek
- 1969/1984 Cantares voor zang, cravo, dwarsfluit en viola da gamba - tekst: Walter Mariani
- 1973 Prelúdio e Fuga voor fluit, hobo, klarinet en fagot
- 1977 Trajetória voor sopraan, fluit, klarinet, piano, cello en percussie
- 1977 Oriens III voor drie fluiten
- 1980 Recitativo, Variações e Fuga voor viool en piano
- 1982 Imagens voor klarinet en percussie
  1. Presságios
  2. Jogos
  3. Transparências
  4. Buscas
- 1983 Marcha Complicada voor piano 4-handig
- 1984 Fantasia voor altsaxofoon en piano[5]
- 1991 Variações Sérias sobre um tema de Anacleto de Medeiros voor fluit, hobo, klarinet, hoorn en fagot
- 1991 Tango voor piano 4-handig
- 1991/1998 Variações Sérias voor piano 4-handig
- 1991/2000 Variações Sérias para quatro violões
- 1994 Noneto voor fluit, twee hobo's, twee klarinetten, twee hoorns en twee fagotten
- 1997 Alternâncias voor piano, viool en cello
- 1998 Reflexos voor drie celli
- 1998/2001 Cal Vima voor zang, piano en cello - tekst: Gerardo Vilaseca
- 1999 Fronteiras voor fluit, hobo, klarinet, hoorn en fagot
- 1999 Três Invenções para duas flautas
- 2001 Moderato Cantabile voor viool en piano
- 2003 Unterwegs voor bariton, fluit, piano en cello - tekst: Hermann Hesse
- 2003 Festspielmusik voor twee piano's en percussie
- 2004 Frevo voor piano 4-handig